# Гай Амафиний
Гай Амафи́ний (лат. Gaius Amathinius; II—I века до н. э.) — древнеримский писатель, приверженец учения Эпикура. По-видимому, был старшим современником Марка Туллия Цицерона, то есть жил в конце II — начале I веков до н. э.

## Биография
Амафиний упоминается только в двух трактатах Цицерона («Учение академиков» и «Тускуланские беседы») и в одном письме Гая Кассия Лонгина. Очевидно, он был одним из первых писателей, излагавших суть эпикурейской философии на латыни, и Цицерон отзывается о его произведениях неодобрительно — в частности, из-за плохого стиля. Амафиний и ещё один эпикуреец, Рабирий, по словам Марка Туллия, «безо всякой науки, простым языком рассуждают о вещах очевидных… и считают, что вообще не существует никакого искусства речи и рассуждений». Кассий называет Амафиния «плохим переводчиком» слов Эпикура. При этом сочинения Амафиния были достаточно популярны у римской публики.